# Nicola Bertuccio
Nicola Bertuccio, detto anche Nicola di Rolando, o  Bertuccio di Rolando; noto anche come Niccolò di nome, e Bertruccio, Bertrutius, Bertucci, Vertuzzo di cognome (... – Bologna, 1347), è stato un anatomista italiano.
Le notizie sulla vita di Bertuccio sono vaghe; probabilmente nacque in Lombardia dal nobile Rolandino, della famiglia Rolandi.
Studiò e poi insegnò a Bologna: fu prima allievo, poi successore, di Mondino de' Liuzzi alla cattedra di Anatomia dell'università di Bologna. Bertuccio riportò i commentari del Pronostica e del De regimine acutorum di Ippocrate, tenuti da Mondino nelle lezioni iniziate nel 1316 e conclusesi il 21 agosto 1317, e probabilmente anche i commenti Super librum Tegni Galieni.
Il metodo autoptico di Bertuccio era quello introdotto da Mondino de' Liuzzi, basato sullo studio analitico degli organi, e consisteva nella valutazione di ciascuno di essi secondo un preciso ordine: positio, complexio, quantitas, numerus, figura, colligatio, actio et utilitas, aegritudines. Le sue ricerche non condussero a scoperte o osservazioni di rilievo, ma contribuì al rifiorire degli studi anatomici.
Tra i suoi scritti, Collectorium totius fere medicinae, stampato a Lione nel 1509, era una raccolta sistematica delle malattie delle varie parti del corpo e del modo di curarle, secondo i passaggi methodus, empirica, canones, prognosticatio: ogni malattia è prima descritta in maniera generale in rapporto ai presunti fattori eziologici, poi si indica il trattamento razionale e quello empirico, poi i principali sintomi e la prognosi; il testo ha un solo capitolo di anatomia con una descrizione del cervello. Altre opere sono Methodi cognoscendorum tam particularium quam universalium morborum stampato nel 1518, Neotericorvm Aliqvot Medicorum in Medicinam practicam introductiones: Iunioribus Medicis ei artificio mancipare sese uolentibus, tum utiles, tum pernecessariæ, stampato a Strasburgo nel 1533, Diaeta seu regimen sanitatis de rebus non naturalibus et advertendis morbis, stampato a Magonza nel 1534.
Tra i suoi discepoli vi fu il celebre chirurgo Guy de Chauliac, che descrisse il metodo seguito da Bertuccio nel condurre gli esami autoptici nella Chirurgia.
Nel 1326 fu testimone del testamento di Mondino de' Liuzzi, con il collega Alberto de' Zancari.
Morì nel 1347, forse per l'arrivo della peste nera e della carestia.